# Bernard John Dowling Irwin
Bernard John Dowling Irwin, née le 24 juin 1830 en Irlande et décédé le 15 décembre 1917 était un général de l’armée des États-Unis.

## Biographie
Il est le père du général George LeRoy Irwin et le grand-père du général Stafford LeRoy Irwin. Sa fille, Amy Irwin Addams McCormick, était infirmière de la Croix-Rouge durant la Première Guerre mondiale et a épousé Robert R. McCormick en 1915.
Il était un chirurgien de l'armée pendant les guerres d'Apache. Ses actions du 13 février 1861 sont les premiers pour lesquels la Médaille d'honneur a été décerné.
Irwin était également intéressé à l'histoire naturelle en Arizona, de 1858 à 1860 il a recueilli des spécimens de reptiles. En 1857, Irwin a fait don à l'institution d'une météorite qui allait être connue sous le nom de Irwin-Ainsa (Tucson).